# Oratorio dei Santi Teresa e Carlo
L'Oratorio dei Santi Teresa e Carlo era un oratorio di Roma. Si trovava accanto alla Chiesa di Santa Maria della Scala, a Trastevere, all'angolo tra Piazza della Scala con Vicolo della Scala.

## Storia
Alle fine del XVI secolo fu fondata a Roma una confraternita sotto gli auspici di Teresa d'Ávila e Carlo Borromeo; inizialmente si trovava in una stanza del monastero annesso a Santa Maria.
Nel 1612 la confraternita ottenne l'autorizzazione a construire il suo proprio oratorio.
Due colonne di ordine ionico sostenevano sulla facciata una trabeazione; sopra vi era un affresco coronato da un frontone curvo.

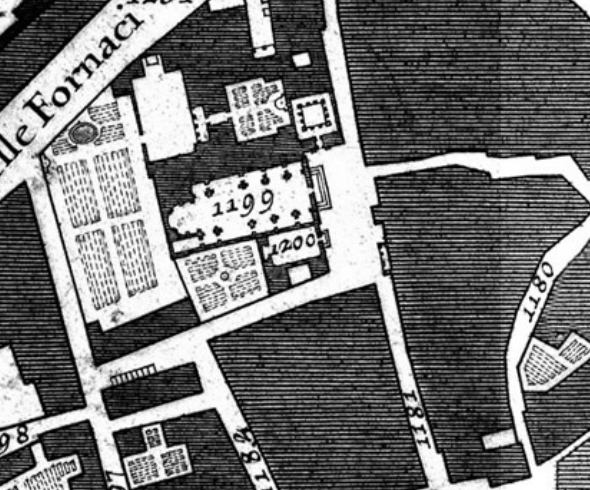
Collocazione dell'oratorio, indicato col numero 200 nella mappa di Giovanni Battista Nolli

La mappa del Nolli (1748) rivela che l'interno era rettangolare con una minuscola abside dove sorgeva il coro.

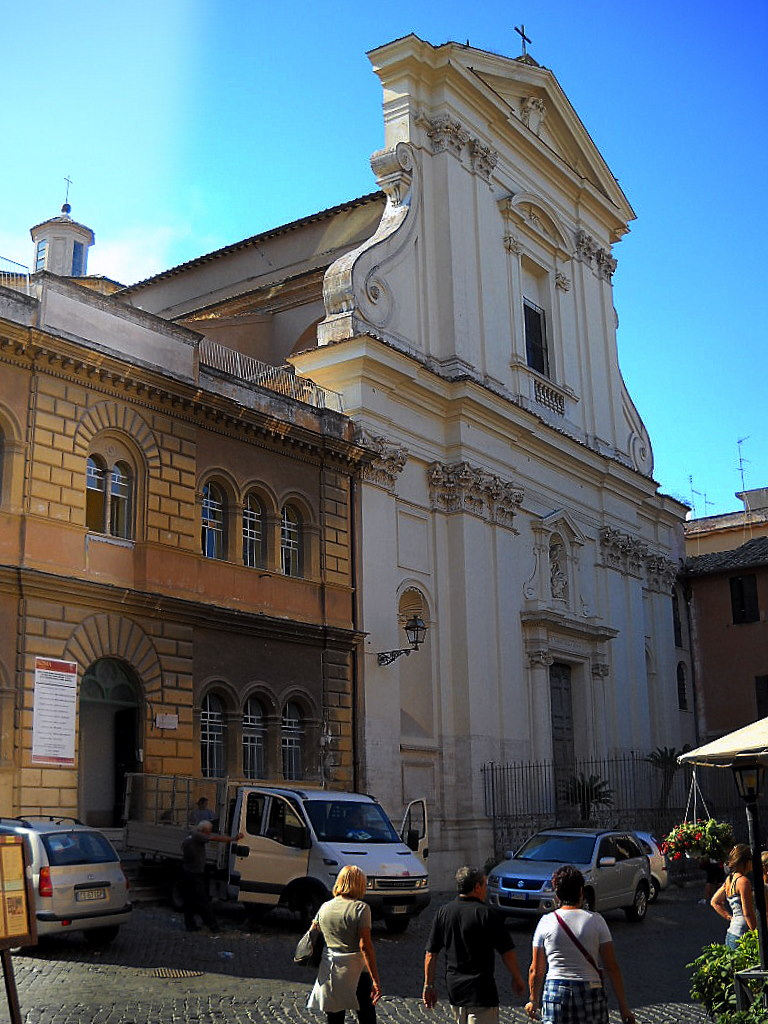
La chiesa vista oggi.

Nel 1675 l'oratorio fu restaurato e duecento anni dopo, nel 1875, fu confiscato dal Regno d'Italia e sconsacrato. È stato demolito nel 1890.